# Березень 2018
Березень 2018 — третій місяць 2018 року, що розпочався в четвер 1 березня та закінчився в суботу 31 березня.

## Події
- 1 березня
  - Верховна Рада України ухвалила в першому читанні проект закону «Про Вищий антикорупційний суд України»[1].
  - Газові конфлікти між Росією й Україною: Газпром в односторонньому порядку заявив про припинення постачання газу для Нафтогазу[2].
  - Українка Анна Кривонос отримала срібло на юніорському чемпіонаті світу з біатлону, що відбувається в Естонії[3].
- 2 березня
  - У Баку спалахнула пожежа в наркологічному центрі[en]. Загинуло 25 людей[4]
  - Кабінет Міністрів України на п'ять діб запровадив національний план дій для недопущення кризової ситуації в енергетиці через відмову газопостачання російським «Газпромом», що включають переведення генеруючих компаній з газу на мазут та припинення роботи навчальних закладів[5].
  - Парламент Вірменії обрав Армена Саркісяна президентом Вірменії[6].
  - США продовжили ще на один рік санкції проти Венесуели[7] та Росії[8].
  - У Словаччині пройшли масові акції протесту через вбивство Яна Кучяка журналіста Яна Куцяка та його дівчини[9].
  - У результаті нападу терористів[en] на посольство Франції і штаб армії в м. Уагадугу (Буркіна-Фасо) загинуло 30 людей, що 85 отримали поранення.[10]
  - 43-тя церемонія вручення нагород премії «Сезар» у царині французького кінематографу. Найкращим фільмом визнано «120 ударів на хвилину» режисера Робена Кампійо[11].
  - Учені випадково виявили в Антарктиді колонію з понад 1,5 млн пінгвінів Аделі[12]
- 4 березня
  - В Італії відбулися парламентські вибори[13].
  - Більшість членів Соціал-демократичної партії Німеччини (СДПН) під час голосування поштою висловилися за створення «великої коаліції» із блоком канцлерки Ангели Меркель ХДС/ХСС[14].
  - 90-та церемонія вручення премії «Оскар». Найкращим фільмом визнано «Форма води» мексиканського режисера Гільєрмо дель Торо[15].
  - Дослідники знайшли біля узбережжя Австралії на дні Коралового моря авіаносець USS Lexington (CV-2) часів Другої світової[16].
  - Колишній російський шпигун Сергій Скрипаль разом із своєю дочкою були отруєні невідомою нервово-паралітичною речовиною в Солсбері (Велика Британія)[17].
- 5 березня
  - Американський словник Merriam-Webster офіційно додав визначення слова embiggen («робити щось більшим чи ширшим»), вигадане авторами мультсеріалу «Сімпсони»[18]
- 6 березня
  - Новим командувачем Морської піхоти України став генерал-майор Юрій Содоль[19][20].
  - У Сирії на авіабазі «Хмеймім» при заході на посадку розбився військово-транспортний літак Ан-26. Загинуло 33 людини.[21]
- 8 березня
  - Міжнародний жіночий день; святковий день в Україні.
  - Володимир Рубан, керівник Центру визволення полонених, був затриманий на КПВВ Майорське під час спроби незаконного перевезення зброї та боєприпасів із зони проведення АТО[22].
  - Президент США Дональд Трамп підписав укази про введення преференційних тарифів на імпорт сталі й алюмінію[23].
  - Уперше в історії Європол очолила жінка. Катрін де Болле вступить на посаду 1 травня 2018 року[24][25]
- 9 березня
  - Відкриття у південнокорейському Пхьончхані дванадцятих Зимових Паралімпійських ігор.
  - Президент України Петро Порошенко вручив Шевченківську премію восьми лауреатам 2018 року у категоріях література, публіцистика, музичне мистецтво, візуальне мистецтво та кіномистецтво.[26]
- 10 березня
  - Російська фігуристка Олександра Трусова на юніорському чемпіонаті світу з фігурного катання набрала рекордні 92,35 бала за техніку та уперше в історії виконала в довільній програмі 2 стрибка в чотири оберти — четверний сальхов і четверний тулуп[27]
  - У Перемишлі невідомі зловмисники розбили вікно, за яким висить плакат з логотипом Об'єднання українців у Польщі, у будівлі Українського народного дому неподалік міської ратуші.[28] Аналогічний випадок мав місце роком раніше[29]
  - Відносини Україна — НАТО: НАТО визнало за Україною статус країни-аспіранта на шляху до приєднання до альянсу[30].
- 11 березня
  - Всекитайські збори народних представників проголосували за внесення змін до Конституції КНР, що скасували десятирічне обмеження на обіймання посади глави держави[31]
- 12 березня
  - У результаті авіакатастрофи[en] в аеропорту Катманду (Непал) загинуло не менше 49 людей, ще 22 отримали ушкодження[32]
  - Рада Європейського союзу продовжила санкції проти Російської Федерації до 15 вересня 2018[33]
- 13 березня
  - Президент США Дональд Трамп звільнив Рекса Тіллерсона з посади державного секретаря та призначив керівника Центрального розвідуправління Майка Помпео.[34]
- 14 березня
  - Помер Стівен Гокінг — британський фізик-теоретик, відомий своїми дослідженнями в астрофізиці, зокрема теорії чорних дір, популяризатор наукових знань[35].
  - НБУ презентував нові монети номіналом від 1 до 10 гривень і оголосив про припинення карбування мілких монет[36].
  - Ангелу Меркель вчетверте обрали канцлером Німеччини[37].
  - Отруєння Сергія Скрипаля: за ініціативи Великої Британії скликано екстрене засідання Рада Безпеки ООН для обговорення інциденту; Велика Британія повідомила про вислання 23 дипломатів РФ, яких звинувачують у шпигунстві і скасувала візит Сергія Лаврова[38][39].
  - Міністр молоді і спорту України Ігор Жданов підписав наказ, який забороняє українським спортсменам брати участь в усіх змаганнях, які відбуваються на території Росії.[40]
  - Підгрупа з соціально-економічних питань Тристоронньої контактної групи на засіданні в Мінську досягла домовленості щодо відновлення мобільного зв'язку на території Донбасу, що буде виконано компанією «Водафон Україна» за участю ОБСЄ з дотриманням українського законодавства[41]
- 15 березня
  - Верховна Рада України звільнила з посади голови Національного банку України Валерію Гонтареву та призначила Якова Смолія[42].
  - Надія Савченко, звинувачена за Справою Рубана вийшовши з допиту СБУ зробила заяву закликавши до військового перевороту в Україні.[43][44]
  - У США найбільша торговельна мережа Toys "R" Us оголосила про банкрутство[45].
  - На тлі політичної кризи в Словаччині, пов'язаної з убивством журналіста Яна Куціака і його нареченої, прем'єр-міністр країни Андрея Кіску пішов у відставку[46].
- 16 березня
  - Президент України Петро Порошенко призначив Сергія Наєва командувачем Об'єднаного штабу ЗСУ, створеного на зміну Штабу АТО. Тим самим, юридично завершено Антитерористичну операцію на сході України[47].
  - У Грузії на гірськолижному курорті Гудаурі сталася аварія, внаслідок якої травми різного ступеня тяжкості отримали 10 осіб, з них двоє громадян України[48][49]
  - ГПУ провела обшуки в офісах Нової Пошти в Києві, Полтаві, Харкові та Дніпрі[50]
- 17 березня
  - Отруєння Сергія Скрипаля: Росія оголосила про висилку 23 дипломатів Великої Британії у відповідь на дії цієї країни[51].
  - Нью-Йорк Таймс і Гардіан опублікували дослідження про витік даних 50 млн користувачів Facebook[52]
  - СБУ примусово повернула до Росії журналістку російського телеканалу «Росія-24» Наталію Гончарову із забороною в'їзду до України на три роки.
- 18 березня
  - За результатами дванадцятих Зимових Паралімпійських іграх у Південній Кореї неофіційний медальний залік очолила збірна США, на другому місці — незалежні паралімпійські атлети, на третьому — збірна Канади. Українці здобули 22 нагороди: 7 золотих, 7 срібних та 8 бронзових.[53].
  - Президентські вибори у Російській Федерації:
    - Протести проти виборів на території окупованого Криму пройшли в різних містах України, а також в Софії, Лондоні, Мадриді та Празі[54].
    - У виборах переміг чинний президент Володимир Путін[55][56].
- 19 березня
  - Президентські вибори у Російській Федерації: Франція не визнає виборів президента Росії в окупованому Криму[57].
  - Вперше безпілотний автомобіль Uber насмерть збив пішохода[58].
- 20 березня
  - У відповідь на отруєння Сергія Скрипаля із застосуванням отруйної речовини нервово-паралітичної дії «Новичок» Велика Британія вислала 23 російських дипломатів[59]
  - Україна й Катар підписали угоду про безвізовий режим[60].
  - У Кенії помер Судан — останній самець північного білого носорога[61].
  - Абелівську премію отримав канадський математик Роберт Ленглендс «за прогностичну програму, що пов'язала теорію уявлень з теорією чисел»"[62].
  - Компанія Cambridge Analytica відсторонила директора Александра Нікса на час розслідування використання особистих даних 50 мільйонів користувачів Facebook
- 21 березня
  - 62-га церемонія вручення італійської національної кінопремії «Давид ді Донателло». Найкращим фільмом визнано «Кохання і злочинний світ» режисерів Антоніо Манетті та Марко Манетті[63].
  - Запуск корабля Союз МС-08 із трьома космонавтами на борту місії МКС-55/56[64].
- 22 березня
  - Верховна Рада надала згоду на зняття депутатської недоторканності, затримання й арешт Надії Савченко, після чого слідчі СБУ в приміщенні Верховної Ради затримали її[65].
  - За даними Державної служби статистики України ВВП України 2017 року зріс на 2,5 %[66].
- 23 березня
  - Президент Перу Пабло Кучинський подав у відставку через корупційний скандал. Новим президентом парламент обрав Мартіна Віскарру[67].
  - Український гімнаст Ігор Радівілов став переможцем етапу Кубка світу зі спортивної гімнастики в місті Доха (Катар) у вправах на кільцях.[68]
- 24 березня
  - У США та низці інших країн пройшли Марші за наші життя на підтримку більш жорсткого контролю над стрілецькою зброєю[69].
- 25 березня
  - Перехід на літній час у 2018 році в Україні та інших країнах[70].
  - Унаслідок пожежі у ТРЦ в російському Кемерові загинуло щонайменше 64 особи[71].
- 26 березня
  - Скоординована і масова висилка російських дипломатів з понад 25 країн світу як відповідь на застосування хімічної зброї у Великій Британії 4 березня 2018 року[72].[73].
  - Переможцями Кубку світу з біатлону 2017—2018 стали: серед чоловіків — француз Мартен Фуркад, серед жінок — Кайса Мякяряйнен з Фінляндії.
  - 26-та церемонія вручення нагород премії «Київська пектораль»[74].
- 27 березня
  - Президент США Дональд Трамп продовжив до 1 квітня 2019 санкції проти Російської Федерації за хакерські атаки проти США, котрі були введені 28 грудня 2016[75].
  - Фабіано Каруана виграв Турнір претендентів 2018 і отримав право зіграти із чинним чемпіоном Магнусом Карлсеном[76].
  - Пожежа у торговельному центрі «Зимова вишня»: жителі Кемерово вийшли на стихійний мітинг до будівлі обласної адміністрації через пожежу в торговому центрі із вимогою відставки губернатора Тулєєва[77].
- 28 березня
  - Головою Національної служби здоров'я України, яка буде проводити медичну реформу, призначений Олег Петренко[78].
  - Президент Єгипту Абдель Фаттах Ас-Сісі переобраний[en] на другий строк[79].
  - У результаті пожежі[en] в ізоляторі тимчасового тримання при поліцейському відділку міста Валенсія у Венесуелі загинуло 78 людей[80].
  - Президент України Петро Порошенко підписав закон «Про внесення змін до деяких законодавчих актів України щодо реформування сфери паркування транспортних засобів [Архівовано 27 квітня 2018 у Wayback Machine.]», який зокрема передбачає посилення відповідальності за порушення правил паркування[81]
  - Президент України Петро Порошенко ввів до складу РНБО нового голову НБУ Якова Смолія та зі складу ради виключив екс-главу НБУ Валерію Гонтарєву (Указ № 90/2018 [Архівовано 29 березня 2018 у Wayback Machine.])[82]
- 29 березня
  - Масовий збій у роботі мессенджера Telegram[83]
- 30 березня
  - lifecell і Vodafone запустили в Україні зв'язок 4G[84]
  - Реакція на отруєння Скрипалів: у відповідь на санкції понад 20 країн Росія вислала відповідну кількість дипломатів із своєї країни (всього 142 серед них 13 українських)[85][86].
  - SpaceX запустила у космос десять супутників зв'язку[87]
  - Початок курсування швидкісних поїздів «Укрзалізниці» з Одеси до Кишинева[88]